# Timbío
Timbío ist eine Gemeinde (municipio) im Departamento Cauca in Kolumbien.

## Geographie
Timbío liegt in der Provincia del Centro in Cauca auf einer Höhe von zwischen 1000 und 2000 m ü. NN, 13 km von Popayán entfernt am Westhang der Zentralkordillere der kolumbianischen Anden. Timbío gehört zur inoffiziellen Metropolregion Popayán. Das Gebiet der Gemeinde ist gebirgig und wird vom Fluss Timbío durchzogen. Die Gemeinde grenzt im Osten an Sotará, im Westen an El Tambo, im Norden an Popayán und im Süden an Rosas.

## Bevölkerung
Die Gemeinde Timbío hat 35.564 Einwohner, von denen 14.105 im städtischen Teil (cabecera municipal) der Gemeinde leben (Stand: 2019).

## Geschichte
Timbío wurde 1535 von Juan de Ampudia und Pedro de Añasco auf Anweisung von Sebastián de Belalcázar gegründet. Die Region um Timbío war durch einen besonders großen Widerstand der indigenen Bevölkerung gegenüber den spanischen Konquistadoren gekennzeichnet. Seit 1825 hat Timbío den Status einer Gemeinde.

## Wirtschaft
Die wichtigsten Wirtschaftszweige von Timbío sind Landwirtschaft und Rinderproduktion. Insbesondere werden Kaffee, Zuckerrohr, Macadamia, Mais, Bohnen, Maniok, Tomaten und Spargel angebaut. Zudem spielt die Zucht kleinerer Tierarten sowie die industrielle Verarbeitung von Lebensmitteln eine Rolle.